# Tondo Pitti
Il Tondo Pitti è un bassorilievo marmoreo (85x82 cm) di Michelangelo Buonarroti, eseguito tra il 1503 e il 1504 circa e collocato nel Museo nazionale del Bargello a Firenze.

## Storia
Il tondo risale agli anni in cui Michelangelo stava scolpendo il David, trovando il tempo di dedicarsi anche a qualche remunerativa commissione privata. Quest'opera in particolare fu eseguita per Bartolomeo Pitti, il cui figlio Miniato, monaco a Monteoliveto, la donò a Luigi Guicciardini (1487-1551). In casa di suo nipote Piero, Benedetto Varchi vide l'opera nel 1564.
Nel 1823 fu acquistata dalle Gallerie fiorentine per duecento scudi, dalla bottega dell'antiquario Fedele Acciai. Collocato alla Galleria degli Uffizi, venne destinato infine all'appena nato istituito Museo nazionale del Bargello nel 1873.

## Descrizione e stile
Nel tondo si vedono Maria che, con un libro aperto sulle ginocchia, distoglie lo sguardo in lontananza come meditando sulla sorte del figlio appena letta nelle profezie delle Sacre Scritture, il Bambino appoggiato a lei in un vivace contrapposto, e, sullo sfondo appena visibile, san Giovannino.
Sicuramente Michelangelo dovette essere influenzato dalla visione del perduto cartone di Sant'Anna di Leonardo da Vinci, esposto all'Annunziata proprio in quegli anni, cercando un maggior legame e interazione tra le figure e graduando i piani dello stiacciato alla ricerca di quel legante atmosferico tipico di Leonardo. Gli stessi contorni non levigati, dovuti al carattere non-finito dell'opera, accentuano questo effetto.
Il fulcro dell'intera composizione è Maria, seduta su un blocco cubico (come nella Madonna della Scala), che sembra piegarsi per entrare al meglio nello spazio del tondo, tuttavia dando l'impressione anche di volere uscirne con forza, con la testa in altorilievo che esce dal bordo del tondo e girandosi verso sinistra rompe la rigidità dell'asse verticale del suo corpo. Il cherubino in fronte a Maria simboleggia la sua consapevolezza delle profezie, come si trova anche nella Madonna col Bambino di Donatello a Padova.
Particolarmente espressivo è il contrasto tra la figura appena accennata di Giovanni Battista e la finitezza e il rilievo di quella della Vergine, dando anche l'idea dello scalare dei piani in profondità.